# Motorvägsrestaurant Bad Fischau-Brunn

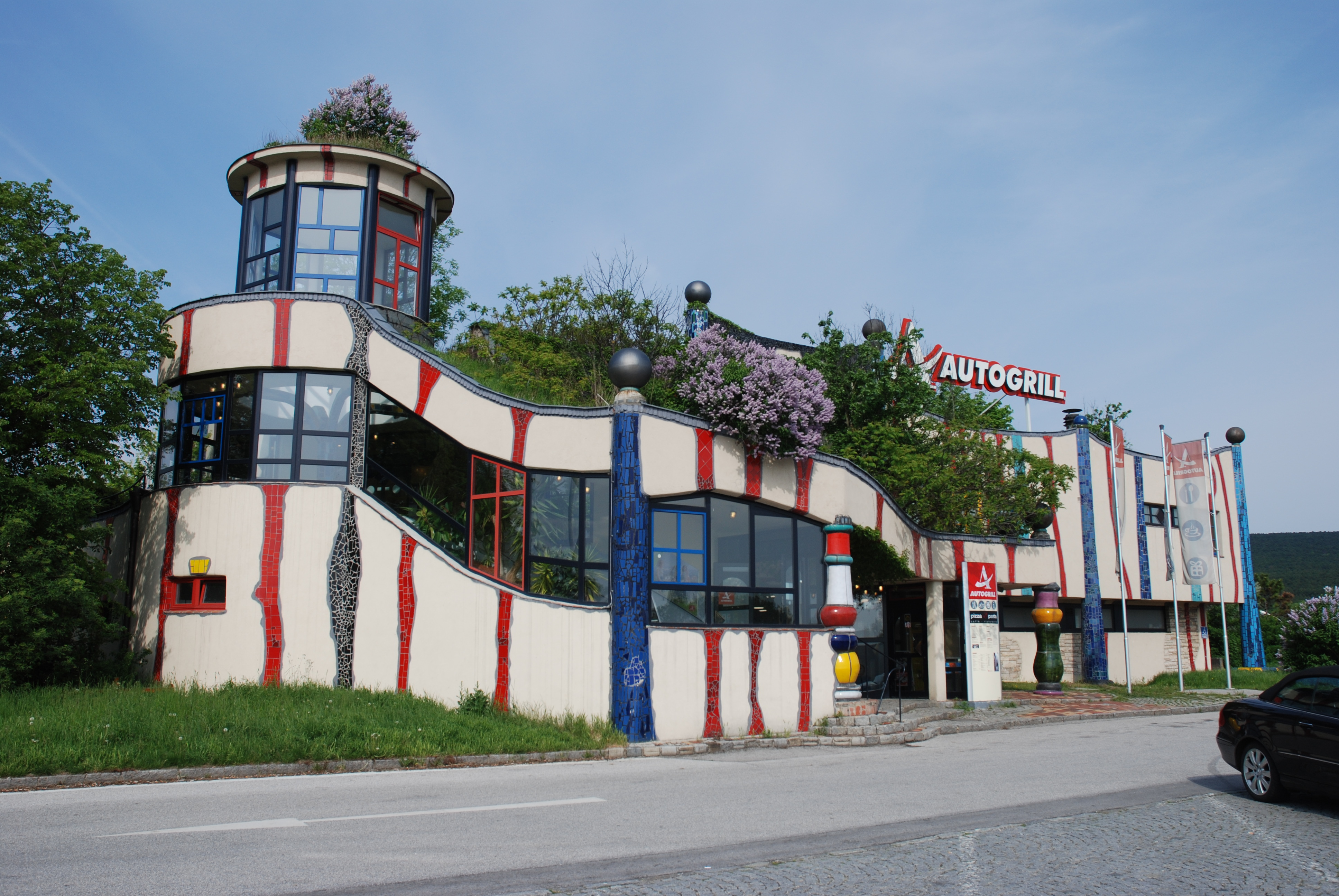
Autogrills motorvägsrestaurant i Bad Fischau-Brunn från sydost

Motorvägsrestaurant Bad Fischau-Brunn är en vägkrog vid motorväg A2 i Österrike.
Motorvägsrestaurangen Bad Fischau-Brunn uppfördes ursprungligen på 1970-talet. Den ligger i Bad Fischau-Brunn vid den sydgående filen på motorväg A2 mellan Wien och Graz. 
På initiativ av Günther Wöss, styrelseordförande för det dåvarande österrikiska ägarföretaget Wigast AG, tillfrågades konstnären och arkitekten Friedensreich Hundertwasser om han ville rita om fastigheten i syfte att locka till sig fler besökare. Restaurangen genomgick därefter under åren 1989-90 en grundlig renovering och omgestaltades i Hundertwassers organiska arkitekturstil.
Restaurangen ägs numera av den italienska koncernen Autogrill.

## Fotogalleri

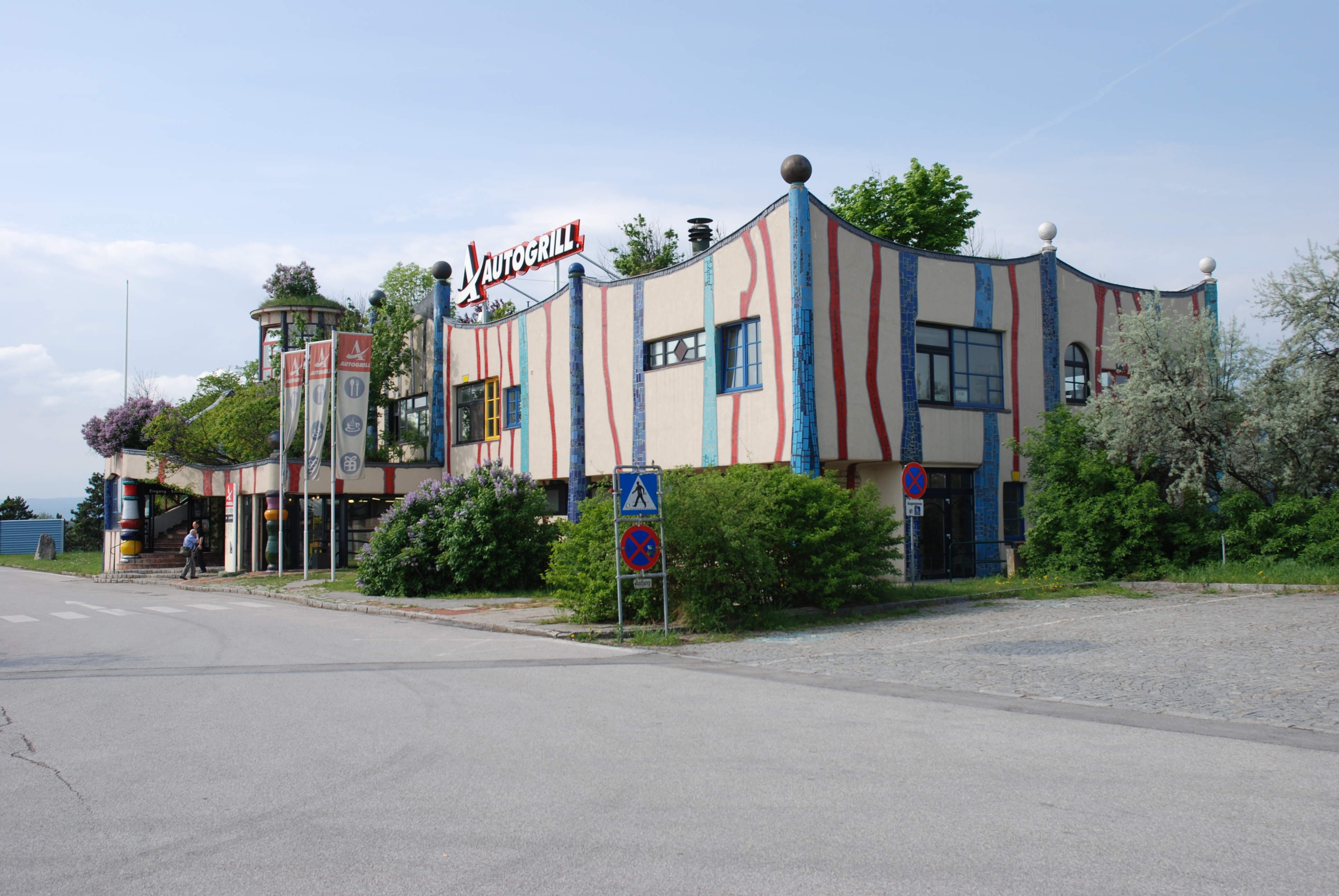
Restaurangen, vy från nordost.
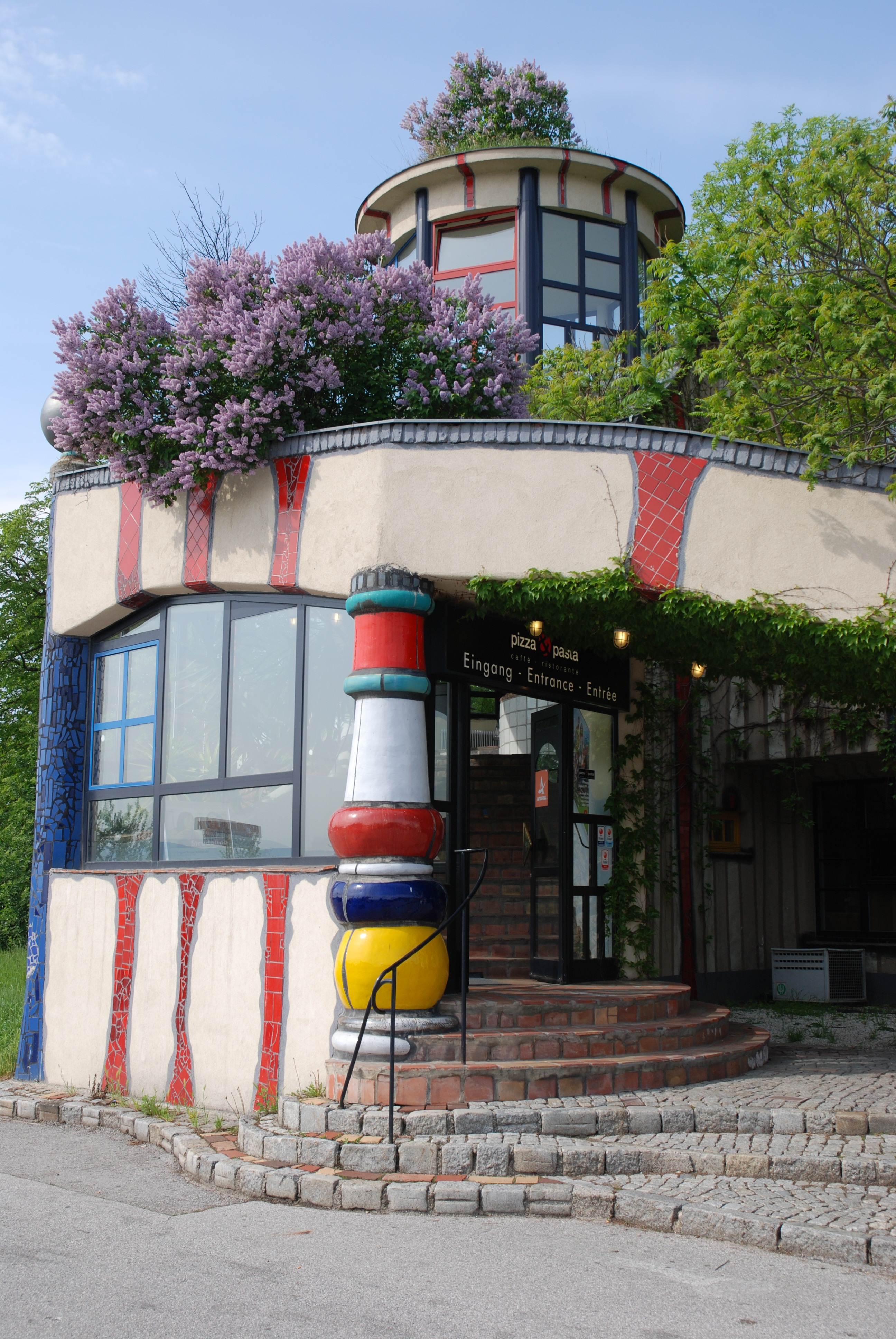
Ingång till restaurangen.
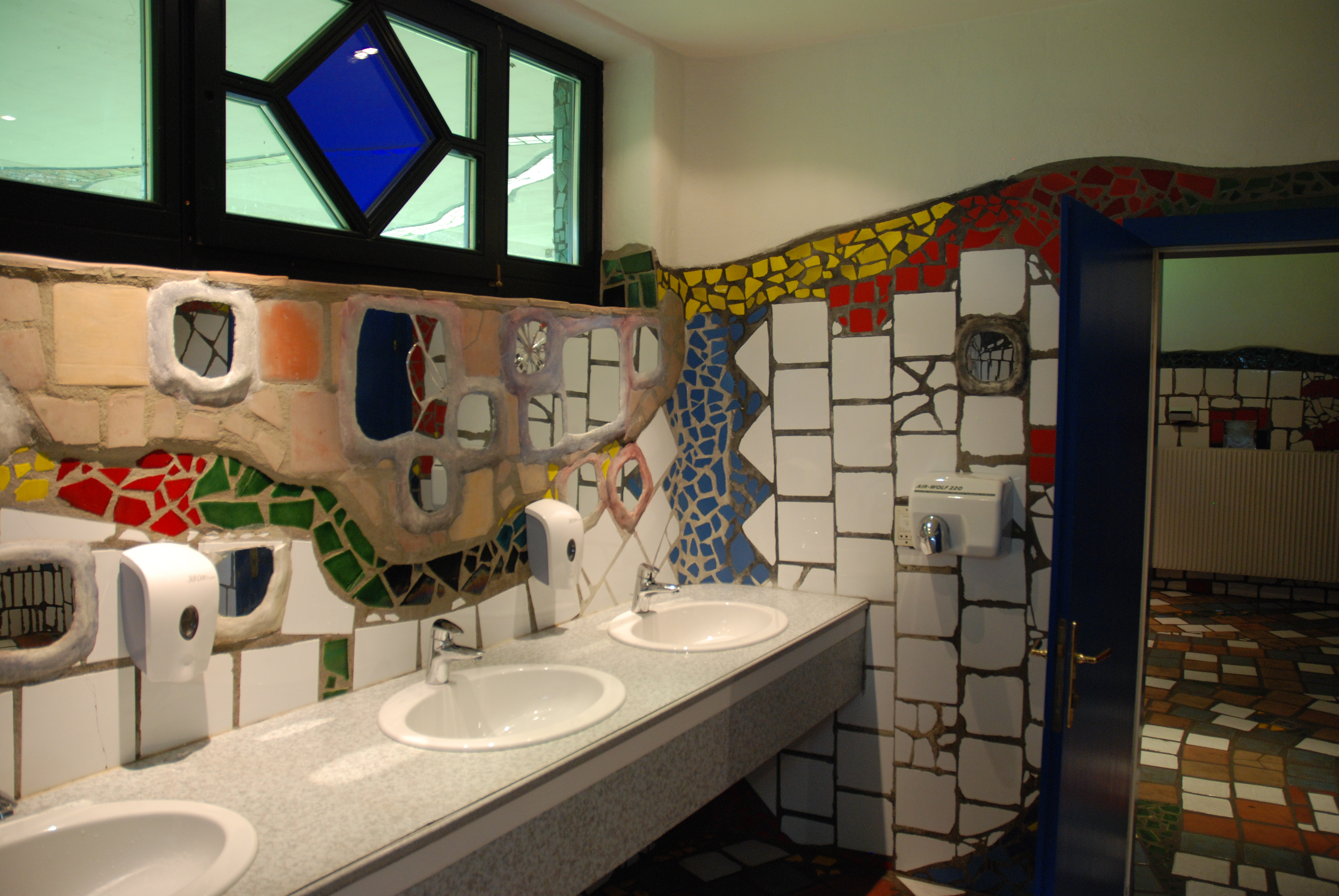
Herrtoaletten.